# Hymedesmia indivisa
Hymedesmia indivisa är en svampdjursart som beskrevs av Topsent 1928. Hymedesmia indivisa ingår i släktet Hymedesmia och familjen Hymedesmiidae.
Artens utbredningsområde är Marocko. Inga underarter finns listade i Catalogue of Life.